# Jean IV de Courtejoye
 (novembre 2017).
 (novembre 2017).
Jean IV de Courtejoye, mort le 2 janvier 1622, est un noble hesbignon ayant vécu aux XVIe et XVIIe siècles et ayant régné sur la seigneurie de Grâce-Berleur. 

## Biographie
Jean IV de Courtejoye devint seigneur de Grâce vers 1585 et est reçu gentilhomme de l'État Noble le 15 novembre 1601.
Il avait épousé en premières noces Élisabeth de Lhoinne (Isabeau de Loen) de Brus, fille de Henri Conrard de Lhoinne de Brus, gouverneur de Franchimont puis du château de Huy; avec laquelle il eut deux enfants : Jean et Catherine. Il contracte un second mariage avec Jeanne de Boubay (alias Bombaye), fille d'Antoine de Boubay, écuyer, seigneur à Jemeppe, et de Jeanne d'Orjo.
Il fait testament avec sa première épouse le 11 décembre 1599. Les dispositions principales sont que la seigneurie est léguée à leur fils Jean ainsi que leurs acquisitions à Grâce et à Couvin, tandis que leur fille Catherine reçoit la ferme d'Anthisnes en Condroz et des rentes au pays de Franchimont. Par ce testament, les époux élisent sépulture dans l'église de Grâce. Jean IV fit enregistrer ce testament le 21 décembre 1611; on peut donc en conclure que sa femme est décédée.
Il fait testament le 19 mai 1617 avec sa seconde épouse.
Il ne résida pas à Grâce toute sa vie, en 1613 ou 1614, il part habiter à Jemeppe avec "tout leur mesnaige" dans le château qu'Antoine de Boubay a fait agrandir.
Il mourut à Jemeppe le 2 janvier 1622 et sa dépouille fut ramenée à Grâce.
Son second testament est enregistré le 20 décembre 1625 à le demande de Charles d'Eynatten, seigneur de Brumagne, second époux de Jeanne de Boubay.